# Greenslade
Greenslade ist eine englische Progressive-Rock-Band.

## Geschichte
Die Band wurde 1972 von Dave Greenslade gegründet. Greenslade (Keyboard) und Bassist Tony Reeves hatten zuvor bei der Jazzrock-Band Colosseum gespielt. Keyboarder Lawson stieß von Samurai dazu und Andrew McCulloch war als Mitglied von King Crimson bekannt geworden. Er spielte auf deren drittem Album Lizard (1970) Schlagzeug.
In dieser Besetzung spielte die Band drei Alben ein, Greenslade (1972), Bedside Manners Are Extra (1973) und Spyglass Guest (1974). Als Covergestalter konnte der populäre Fantasy-Künstler und Yes-Hofmaler Roger Dean gewonnen werden. Er entwarf die für Greenslade ikonisch gewordene vielarmige Figur. Allerdings wurde keines der Alben ein herausragender Erfolg. Tony Reeves verließ die Band im Jahr 1974 und schloss sich Curved Air an, er wurde während einer USA-Tour sowie auf dem vierten Album Time And Tide (1975) durch den Bassisten Martin Briley ersetzt, der auf Time And Tide auch einige Gitarrenpassagen beitrug. 1976 löste Greenslade seine Band auf.
Im Jahr 2000 veröffentlichte die Plattenfirma "Mystic Records" das Live-Album Live. Daraufhin beschloss Dave Greenslade, ein neues Greenslade-Studioalbum einzuspielen. Er versuchte, die Band wiederzuvereinigen und konnte von der Originalbesetzung zumindest Bassist Reeves für das Projekt gewinnen. Die beiden gingen mit Schlagzeuger Chris Cozens und Sänger/Keyboarder John Young (vorher bei Asia und Qango) ins Studio und nahmen das Album Large Afternoon (2000) auf. Es wurde von Chris Cozens produziert. Für die darauffolgende Tour wurde Cozens allerdings durch John Trotter ersetzt. Eine Live-Veröffentlichung namens Greenslade 2001 – Live: The Full Edition dokumentiert diese Konzerte.
Die Band wurde bis heute nicht offiziell aufgelöst und spielt hin und wieder Konzerte. Im Frühjahr 2007 bestand sie aus Dave Greenslade, Tony Reeves und John Young.
Auf Greenslades drittem Album hatte der Gitarrist Dave ("Clem") Clempson (ehem. Humble Pie, ehem. Colosseum) einen Gastauftritt, er ist auf zweien der Stücke zu hören.

## Stil
Alle Greenslade-Alben weisen eine charakteristische Balance zwischen Songs und Instrumentals, akustischen und elektrischen Parts, Progressive Folk und Rock auf, eingekleidet in weiche Sounds, die meist aus Greenslades Keyboards stammten. Dave Greenslades Kompositionen und Soli sind dabei durch leichte Jazzfärbungen geprägt.
Die Veröffentlichungen nach der Reunion von 2000 konnten das kompositorische Niveau früherer Alben nicht halten. Sowohl Cozens als auch Trotter sind Andrew McCulloch nicht vergleichbar, zudem waren die Finanzen für Large Afternoon derart beschränkt, dass sogar das Saxophon vom Keyboard imitiert werden musste. Darüber hinaus war der Sound vor allem des Schlagzeugs und einiger Keyboards von geringer Qualität und entsprach auch nicht der gewohnten Klanggestalt aus den siebziger Jahren, was viele Fans, wenn sie von der neuen Veröffentlichung überhaupt erfahren hatten, verprellte.

## Diskografie

### Studioalben
- 1972: Greenslade
- 1973: Bedside Manners Are Extra
- 1974: Spyglass Guest
- 1975: Time and Tide
- 2000: Large Afternoon

### Andere
- 1997: Shades of Green (1972–75) (Kompilation)
- 2000: Live (Live 1973–75)
- 2002: Greenslade 2001 – Live The Full Edition
- 2024: At the BBC (2 CD)